# Stefano Tinti
Stefano Tinti (Bologna, 28 febbraio 1949) è un geofisico italiano.
Ha dedicato la propria ricerca allo studio degli tsunami in Europa, particolarmente nel Mar Mediterraneo e in Italia. Per il ruolo avuto nel settore, ha presieduto dalla costituzione (2005) fino al 2009 l'Intergovernmental Coordination Group for the North-East Atlantic, the Mediterranean and Connected Sea Tsunami Warning System (ICG/NEAMTWS), con sede a Parigi, il gruppo dell'UNESCO che ha promosso la costituzione dell'attuale sistema d’allarme tsunami operante nella regione NEAM (Atlantico nord-orientale, Mediterraneo e mari collegati) e ne coordina le attività.
È presidente dell'International Association for Promoting Geoethics (IAPG) dal 2013, un'associazione internazionale con sede presso l'INGV a Roma che promuove lo sviluppo di un pensiero etico nelle ricerche, nelle tecniche e nelle applicazioni delle geoscienze e a cui hanno aderito finora ricercatori, professionisti ed educatori di 129 paesi.

## Biografia
Prima ricercatore e poi professore di Geofisica presso l'Università di Bologna, dove si è laureato nel 1972, orienta le proprie ricerche sugli tsunami italiani fin dalla fine degli anni settanta, quando la tematica era quasi totalmente assente a livello europeo, in quanto si riteneva erroneamente che gli tsunami costituissero un rischio solo per i paesi dell'Oceano Pacifico.
Lancia la tematica degli tsunami nell'ambito dell'European Geophysical Society (EGS), organizzando simposi dedicati a cadenza biennale, a partire dall'Assemblea Generale del 1978 tenutasi a Bologna.
Ha coordinato i primi progetti sugli tsunami finanziati negli anni novanta dalle Comunità europee, chiamati GITEC (Genesis and Impact of Tsunamis on the European Coasts) e GITEC-TWO (Genesis and Impact of Tsunamis on the European Coasts - Tsunami Warning and Observations) che complessivamente hanno coperto il periodo dal 1992 al 1998. I progetti hanno avuto il merito di favorire la collaborazione multidisciplinare di geofisici, geologi, ingegneri marittimi, storici, esperti della gestioni del rischio costiero di numerosi paesi europeo (Italia, Regno Unito, Francia, Portogallo, Spagna e Norvegia) e hanno permesso di avviare l'armonizzazione ed integrazione dei cataloghi di tsunami a livello europeo, di sviluppare metodi per la simulazione numerica degli tsunami e di rivisitare gli eventi più importanti che hanno colpito le coste d'Europa.
Ha anche coordinato il progetto TRANSFER (Tsunami Risk ANd Strategies For the European Region), il progetto sugli tsunami più rilevante avviato dall'Unione europea dopo il terremoto e maremoto dell'Oceano Indiano del 2004. Dal 2006 al 2009 il progetto, al quale hanno collaborato 29 partner provenienti da quasi tutti i paesi rivieraschi d'Europa, ha sviluppato metodi per il calcolo di mappe di pericolosità e di inondazione da tsunami con applicazioni ad alcune aree test particolarmente significative come Lisbona, colpita dal disastroso terremoto del 1755, e Messina, colpita da un violento maremoto che ha fatto seguito al terremoto del 28 dicembre 1908.
Si devono a lui e al gruppo dei suoi collaboratori i primi studi analitici e numerici dei maggiori maremoti storici italiani: fra essi il maremoto di Messina del 1908 , il maremoto garganico del 1627, i maremoti calabresi del 5 febbraio 1783 e dell'8 settembre 1905 e il maremoto sulla Sicilia ionica dell'11 gennaio 1693. Come risultato delle ricerche compiute nell'ambito dei progetti GITEC e GITEC-TWO, ha curato la pubblicazione dei primi cataloghi digitali dei maremoti italiani ed europei. Ha effettuato le prime stime di pericolosità dei maremoti per le coste italiane .   
Ha contribuito al dibattito sulle sorgenti sismiche italiane dimostrando che i dati disponibili, anche se scarsi, sui maremoti storici di origine sismica possono essere utilizzati per ricavare informazioni sulla posizione delle faglie che li producono, non trovando tuttavia sempre consenso tra i sismologi e i geologi.
Ha contribuito ad effettuare le prime simulazioni di maremoti generati da frane, collassi, flussi piroclastici nelle aree vulcaniche italiane come Stromboli, Vulcano, Ischia e il Vesuvio sviluppando modelli numerici appositi che sono stati poi applicati a numerosi casi di frane tsunamigeniche costiere e sottomarine, anche in aree non vulcaniche.